# Каспий, Даниил Александрович
Дании́л Алекса́ндрович Ка́спий (23 июля 1915, Самара — 11 марта 1964, Москва) — советский оператор документального кино, фронтовой кинооператор в годы Великой Отечественной войны. Лауреат Сталинской премии второй степени (1946).

## Биография
Родился 10 (23) июля 1915 года в Самаре. В период 1930—1935 годов работал фоторепортёром в куйбышевских газетах. После окончания в 1939 году операторского факультета ВГИКа работал на Новосибирской студии кинохроники. В 1940 году был призван в Красную армию, служил в артиллерийском полку в Хабаровске.
С июля 1941 года — военный корреспондент хабаровской фронтовой газеты «Тревога». С апреля 1942 года — оператор киногруппы Южного фронта, с июля 1943 года — Северо-Кавказского фронта. С октября 1944 года снимал в киногруппе 4-го Украинского фронта.
В 1945—1950 годах работал на коррпункте ЦСДФ в Австрии. В ряде фильмов выступал как режиссёр и сценарист, автор сюжетов для кинопериодики: «Новости дня», «Пионерия», «Советский спорт», «Союзкиножурнал», «Страна Советская».

Могила Д. А. Каспия на Новодевичьем кладбище

Член Союза кинематографистов СССР с 1960 года.
Скончался 11 марта 1964 года. Похоронен в Москве на Новодевичьем кладбище (участок № 6).

## Фильмография
Оператор
- 1944 — Битва за Севастополь (совм. с группой операторов)
- 1944 — Кавказ (совм. с группой операторов)
- 1945 — Освобождённая Чехословакия (совм. с группой операторов)
- 1949 — Юность мира
- 1951 — День Воздушного флота СССР (совм. с группой операторов)
- 1952 — День Воздушного флота СССР (совм. с группой операторов)
- 1954 — В Риме (совм. с Г. Монгловской)[5]
- 1954 — «Жиронда» — «Динамо» (совм. с группой операторов)[6]
- 1954 — Советские гимнасты в Риме (совм. с группой операторов)[7]
- 1955 — Дружба великих народов (совм. с группой операторов)[8]
- 1955 — Путешествие по Аргентине (совм. с И. Бессарабовым, С. Гусевым)[9]
- 1955 — Советская выставка в Аргентине (совм. с И. Бессарабовым, С. Гусевым)[10]
- 1955 — Советская выставка в Пекине (совм. с группой операторов)[11]
- 1956 — В древней Агре[12]
- 1956 — Гости из Индонезии в Москве (совм. с В. Микошей, И. Сокольниковым, Е. Федяевым)[13]
- 1956 — Москва реконструируется (совм. с В. Микошей, А. Зенякиным)[14]
- 1956 — О Москве и москвичах (совм. с Б. Небылицким, Р. Халушаковым)[15]
- 1957 — По дорогам Франции[16]
- 1957 — Рассказ о транспорте Парижа[17]
- 1957 — Центральная студия документальных фильмов — 25 лет (совм. с группой операторов)[18]
- 1958 — Братская дружба (совм. с Л. Максимовым)[19]
- 1958 — Звени наша юность (совм. с В. Микошей, М. Прудниковым, Д. Рымаревым, И. Филатовым)[20]
- 1958 — Из опыта строительства во Франции[21]
- 1958 — К низовьям Волги[22]
- 1958 — Рассказ о строительстве Всемирной выставки в Брюсселе (совм. с Ю. Монгловским)[23]
- 1959 — Весенний ветер над Веной (совм. с И. Бессарабовым, А. Колошиным, В. Копалиным, Л. Максимовым, А. Сёминым)[24]
- 1959 — День нашей жизни (совм. с В. Микошей)[25]
- 1959 — Искусство молодых (совм. с И. Бессарабовым, А. Колошиным, В. Копалиным, Л. Максимовым)[26]
- 1959 — На празднике наших друзей (совм. с В. Киселёвым, Л. Панкиным)[27]
- 1960 — Встреча с Францией (совм. с В. Киселёвым, В. Трошкиным)[28]
- 1960 — Москва встречает друзей (совм. с С. Барташевичем, А. Левитаном, А. Павловым)[29]
- 1961 — Венская встреча (совм. с В. Микошей, М. Ошурковым)[30]
- 1961 — День в Эквадоре (совм. с П. Опрышко)[31]
- 1961 — Кубинские встречи (совм. с П. Опрышко)[32]
- 1961 — Могучие крылья (совм. с группой операторов)
- 1961 — На мексиканской земле (совм. с П. Опрышко)[33]
- 1961 — Первый рейс к звёздам (совм. с группой операторов)
- 1961 — По городам Бразилии (совм. с П. Опрышко)[34]
- 1962 — Мексика, которую мы любим (совм. с Г. Кублицким, П. Опрышко)[35]
- 1965 — Вы с нами, Фредерик Жолио Кюри (совм. с Г. Бобровым, П. Касаткиным)[36]

Режиссёр
- 1954 — В Риме
- 1954 — Советские гимнасты в Риме (совм. с М. Гавриловой)
- 1956 — В древней Агре
- 1957 — По дорогам Франции
- 1957 — Рассказ о транспорте Парижа
- 1958 — К низовьям Волги
- 1958 — Рассказ о строительстве Всемирной выставки в Брюсселе

Сценарист
- 1955 — Путешествие по Аргентине (совм. с И. Бессарабовым, С. Гусевым)

## Награды и премии
- медаль «За боевые заслуги» (18 мая 1944)[37]
- медаль «За оборону Кавказа» (1944)[38]
- орден Красной Звезды (27 мая 1945)[39]
- медаль «За победу над Германией в Великой Отечественной войне 1941—1945 гг.» (1945)[38]
- Сталинская премия второй степени (1946) — за фильм «Освобождённая Чехословакия» (1945)[4]
- Международная премия мира (1950) — за фильм «Юность мира» (1949)[4]